# 空中客车CC-150北极星

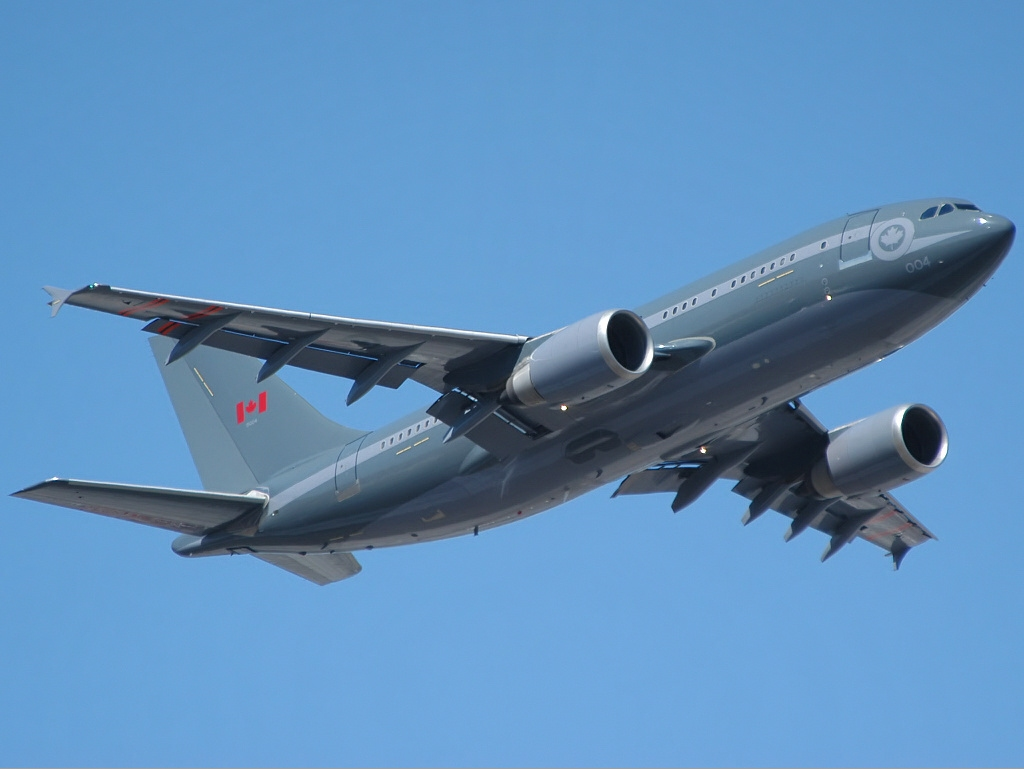
空中巴士CC-150北極星

空中客车CC-150北极星（英語：Airbus CC-150 Polaris）是民航客机空中客车A310軍用型號-A310 MRTT空中加油機的一个關聯型号，是空中客车公司为加拿大皇家空军定制的一款用于远距离航线的飞機，目前其中一架作为加拿大皇家空军行政专机使用，兼作空中加油機，而其餘四架為運輸及加油兩用機。
因應此等飛機日漸老化，加上航程偏短，未來將由A330 MRTT取代。